# Solos (Cilicia)
Solos (en latín Soli, en griego Σόλοι) fue una antigua ciudad de Cilicia entre los ríos Lamo y Píramo y a la orilla del pequeño río Liparis. También fue llamada por los romanos como Pompeyópolis (no confundir Pompeyópolis de Paflagonia).

## Historia
Fue fundada alrededor del año 700 a. C. por habitantes de Rodas procedentes de Lindo o de Argos, aunque Diógenes Laercio atribuía el origen de su nombre a Solón que, según este autor, habría sido su fundador. También se ha sugerido que antes de ser colonizada por los rodios, había sido una colonia fenicia.
La relación con Rodas no fue constante y la ciudad se convirtió en autónoma y en uno de los puertos más activos en la costa de Anatolia del mar Mediterráneo. Jenofonte la citó como una ciudad autónoma costera de Cilicia.
Después de las guerras con los persas, la ciudad fue entregada en el año 449 a. C. a estos, aunque durante la dominación persa, la ciudad mantuvo su autonomía.
En el año 333 a. C. fue conquistada por Alejandro Magno y pasó a manos del Imperio macedonio, que instauró una democracia y debido a que la consideraba una ciudad rica, le impuso un fuerte tributo de 200 talentos por la fidelidad que sus habitantes habían tenido al rey Persa.
A la muerte de Alejandro Magno pasó a formar parte del Imperio seléucida y la ciudad se convirtió en un importante puerto estratégico militar, aunque en años posteriores se fue debilitando debido a la inestabilidad del propio Imperio seléucida.
En el año 197 a. C. fue una de las ciudades cilicias tomadas por Antíoco III el Grande en el curso de la quinta de las Guerras Sirias.
Hacia el año 77 a. C. la ciudad fue atacada por Tigranes II de Armenia durante la guerra contra Mitrídates VI, que la destruyó y deportó a sus habitantes a su nueva capital Tigranocerta. La ciudad quedó prácticamente abandonada.
Hacia el año 76 a. C. toda la costa sur de Anatolia se convirtió en refugio de piratas y la ciudad fue poblada por ellos. Los piratas hacían largos viajes a Roma y eran un problema serio para los romanos. El emperador romano Julio César luchó varias veces con ellos.
Finalmente fue Pompeyo en el año 64 a. C. quien logró acabar definitivamente con los piratas, que les indultó y perdonó la vida a cambio del sometimiento a Roma. La ciudad que estaba ruinosa, fue restaurada y rebautizada en su honor como Pompeyópolis (en latín Pompeiopolis).
Durante el Imperio romano de Oriente (Imperio bizantino) el puerto de Pompeyópolis era muy activo, pero en el año 526 se produjo un gran terremoto en toda la Anatolia y gran parte de la ciudad fue destruida. En años posteriores se trató de reconstruir pero debido al avance árabe por la costa oriental del Mediterráneo, el puerto fue perdiendo importancia y finalmente la ciudad fue abandonada.
La ciudad cayó en manos del califato Abasí en el siglo VII, fue reconquistada por el Imperio bizantino en el año 1180 y conquistada de nuevo por el Imperio Otomano en el año 1466 por Mehmed II.
En el año 1922 fue derrocado el último Califa y abolido el Imperio otomano por Atatürk y en 1923 se instauró la actual república Turca.

## En la actualidad
Solos ha quedado absorbida por la ciudad turca de Mezitli, que debido al crecimiento demográfico de la zona, está unida a Mersin, que es a su vez la capital de la provincia.
Lo que si ha perdurado ha sido el nombre de Solos (en turco Soli) que da nombre al distrito municipal de Mezitli, aunque el nombre de las ruinas ha quedado finalmente como Pompeyópolis.
Actualmente no quedan apenas indicios de la antigua ciudad, exceptuando algunas columnas y el pequeño puerto marítimo que hay enfrente.
Originalmente se cree que antes del terremoto podía haber unas 200 columnas en total que transcurrían por la calle principal desde la puerta norte hasta el puerto, aunque hoy en día solo pueden verse 41 alternativamente situadas en líneas paralelas durante 350 m de la calle Viranşehir. En el lado sur, también se conservan las bases sobre las que habían situadas las estatuas de emperadores y dignatarios locales. Las columnas estuvieron parcialmente derrumbadas durante muchos años, pero el gobierno turco reconstruyó y levantó las columnas durante los trabajos arqueológicos de la zona, y lo protegió para evitar vandalismo.
En el futuro hay previsto descubrir más excavaciones, levantar más columnas y abrir un museo para poder realizar visitas. Su objetivo será atraer a los turistas y mostrarles el pasado de la ciudad desde los tiempos del neolítico, a través de la época helenística y hasta el tiempo de los romanos.
Pero tal vez lo más importante que queda sea el espigón del puerto de la ciudad que está ahora sumergido bajo el agua. Anteriormente había un restaurante al inicio del pequeño puerto que fue demolido completamente en 2011 y hoy en día es parte del paseo marítimo.
Desde 2003 la Dokuz Eylül Üniversitesi está realizando excavaciones en la zona bajo la dirección del Profesor Remzi Yağçı que se exhiben en el Museo de Mersin.
Muchos de los hallazgos de la zona, incluyendo sellos y armas de la Edad de Bronce, están ahora en las colecciones de los museos estatales de Berlín.
En la vecina ciudad de Mersin, hay varias construcciones similares situadas a lo largo del paseo marítimo que podrían confundirnos, pero son actuales del año 2012 y están hechas de hormigón.

## Personajes célebres
Allí nacieron:
- El filósofo estoico Crisipo (281-208 a. C.)
- El filósofo Crantor de Cilicia, sucesor de Jenócrates al frente de la Academia de Platón.
- El poeta Filemón (362-262 a. C.)
- El poeta Arato (310-240 a. C.), que está enterrado allí.
- El poeta Castorion de Solos, famoso por su obra Himno a Pan.

## Citas
En el siglo IV, Egeria, una monja de España, hizo el viaje a Jerusalén y la citó:

Así, partiendo de Tarso, llegué a una cierta ciudad en el mar, todavía en Cilicia, que se llama Pompeiopolis

## Solecismo
El idioma griego de Solos estaba muy deformado por la influencia de las lenguas del país y por la mezcla de los griegos con los nativos. Se originó la palabra solecismo (σολοικισμός), para indicar casos generales en que se producen estos errores en la estructura de la oración, respecto de la concordancia, el régimen y la composición de sus partes. Otras fuentes se la atribuyen a la ciudad de Solos en Chipre.